# 家族コンプリート
『家族コンプリート』（かぞくコンプリート、英題：The Family Complete）は、2010年に製作された今泉浩一監督による日本映画。

## ストーリー
古ぼけた日本家屋に3世代家族が暮らしている。祖父のコウイチ、その息子であるシュウサクと妻のサヨコ、彼らの息子であるハジメ、ツギオ、ノボル、そして「クマ」という名の巨大な猫。ひっそりと生活しているかのように見えるこの一家には秘密があった。

## キャスト
- シュウサク：神羽亮祐
- サヨコ：ほたる
- ハジメ：藤丸ジン太
- ツギオ：梶コージ
- ノボル：戸高大輔
- ヒロ：村上ひろし
- シュウイチ：川合亮
- クマ：松之木天辺
- ヨドバシカメラの男：大木裕之
- キヨミ：伊藤清美
- コウイチ：今泉浩一

## 上映
2010年
- 第34回香港国際映画祭[1]
- 第14回プチョン国際ファンタスティック映画祭[2]
- 第29回バンクーバー国際映画祭
- 台北金馬映画祭[3]

2011年
- Outfest: ロサンゼルスゲイ＆レズビアン映画祭
- 第6回ベルリンポルノ映画祭[4]

2012年
- 8月17日 - : 渋谷アップリンクにて上映